# Clínies d'Atenes
Clínies o Clínias (en llatí Cleinias, en grec antic Κλεινίας) va ser un personatge grec que va viure al segle v aC de la nissaga dels alcmeònides. Era fill d'Alcibíades, que feia remuntar els seus orígens a Eurísaces, fill d'Àiax Telamó, i pare d'Alcibíades, el dirigent atenenc mort el 404 aC.
Es va casar amb Dinòmaca, la filla de Megacles, de la que va néixer Alcibíades aproximadament el 450 aC. Es va distingir a la tercera batalla naval d'Artemísion el 480 aC, on va finançar una nau amb 200 homes. Va morir el 447 aC a la batalla de Coronea en què els atenencs van ser derrotats pels beocis i eubeus exiliats, segons Heròdot i Plutarc.